# Аврелия (съпруга на Плавт Хортензиан)
Вижте пояснителната страница за други личности с името Аврелия.
Аврелия (на латински: Aurelia; * ок. 170) е знатна римлянка, живяла в Древен Рим през 2 и 3 век.
Произлиза от фамилията Аврелии и е дъщеря на Луций Аврелий Гал (консул 174 г.). Внучка е на Луций Аврелий Гал (суфектконсул 146 г.). Сестра е на Луций Аврелий Гал (консул 198 г.), който е легат Августи на провинцуя Долна Мизия от 202 до 205 г.
Тя се омъжва за Гай Фулвий Плавт Хортензиан, който произлиза от Лептис Магна в Либия, родният град на император Септимий Север. Той е син на преторианския префект и консула от 203 г. Гай Фулвий Плавциан и Хортензия и брат на Фулвия Плавцила, която от април 202 г. става съпруга на наследника на трона Каракала, преди да стане римски император. Фамилията му е приета в патрицианското съсловие. Той е роднина с Фулвия Пия (125 – 198), съпругата на Публий Септимий Гета и майка на Септимий Север.
Плавт и сестра му Плавцила с детето ѝ са заточени на остров Липара (днес Липари) и през 211 г. убити.
Аврелия има с Плавт Хортензиан дъщеря Фулвия (* ок. 192 г.), която се омъжва за Луций Нераций Юний Мацер (* 185 г. и консул, consularis vir in Saepinum).